# (37363) 2001 UU94
2001 UU94 (asteroide 37363) é um asteroide da cintura principal. Possui uma excentricidade de 0.09150970 e uma inclinação de 11.99816º.
Este asteroide foi descoberto no dia 19 de outubro de 2001 por NEAT em Haleakala.